# Acnodon
Acnodon és un gènere de peixos de la família dels caràcids i de l'ordre dels caraciformes.

## Taxonomia
- Acnodon normani (Gosline, 1951)[2]
- Acnodon oligacanthus (Müller & Troschel, 1844)[3]
- Acnodon senai (Jégu & dos Santos, 1990)[4][5][6][7][8][9][10][11]